# Акционо-авантуристичка игра
Акционо-авантуристичка игра или акциона авантура (енгл. action-adventure) је видео-игра чији жанр комбинује основне елементе акционих и авантуристичких игара.   
Акциона авантура је хибридни жанр, па је дефиниција овог термина врло инклузивна, што доводи до вероватно најширег жанра видео-игара. Може обухватати многе игре које би било боље сврстати у уже жанрове. Обично, чисте авантуристичке игре имају ситуационе проблеме које играч решава, са врло малом или никаквом акцијом. Ако постоји акција, углавном се ограничава на изоловане мини-игре. Чисте акционе игре имају игру засновану на интеракцијама у реалном времену које захтевају рефлексе од играча. Стога, акционо-авантуристичке игре укључују и рефлексе и решавање проблема, и у насилним и у ненасилним ситуацијама.